# Jindřich Kolorenč
Jindřich Kolorenč (* 1977) je český fyzik. Absolvoval Matematicko-fyzikální fakultu Univerzity Karlovy, kde také dokončil doktorské studium. Poté pracoval na postdoktorských pozicích v USA na North Carolina State University a poté v Německu na Universität Hamburg v rámci stipendia uděleného Humboldtovou nadací. Od návratu ze zahraničí je vědeckým pracovníkem ve Fyzikálním ústavu Akademie věd ČR.
V roce 2016 převzal od Nadačního fondu Neuron na podporu vědy Cenu Neuron pro mladé vědce v oboru fyzika.

## Výzkum
Jindřich Kolorenč se zabývá simulacemi chování elektronů v pevných látkách. Zjišťuje například, jak se chovají minerály desítky kilometrů pod zemí nebo co se děje s palivem uvnitř jaderného reaktoru. V takových extrémních podmínkách není snadné provést experiment fyzicky, proto se namísto toho používají počítačové simulace, které vycházejí ze základních zákonů kvantové mechaniky. Tyto simulace mají široké spektrum využití, v budoucnu by mohly přispět například ke zlepšení efektivity solárních panelů nebo ke zvýšení kapacity baterií.